# Aloe eminens
Aloe eminens är en grästrädsväxtart som beskrevs av Gilbert Westacott Reynolds och Bally. Aloe eminens ingår i släktet Aloe och familjen grästrädsväxter. IUCN kategoriserar arten globalt som nära hotad. Inga underarter finns listade i Catalogue of Life.